# Elmer Chambers
Dallas Elmer Chambers (Bayonne (New Jersey), 1897 – Jersey City, 1952) was een Amerikaanse jazztrompettist en -kornettist.

## Biografie
Elmer Chambers, die ook de bijnaam Frog en Muffle Jaws Chambers had, speelde in marsbands tijdens de Eerste Wereldoorlog toen hij zijn muziekcarrière begon. Daar ontmoette hij orkestleider Sam Wooding, met wie hij vervolgens optrad in Atlantic City (New Jersey), Detroit (Michigan) en New York. Voordat hij met het orkest toerde, verliet hij Wooding en werkte hij tijdens de vroege jaren 1920 voor Fletcher Henderson in zowel het grote als ook het kleine ensemble en werkte hij ook mee aan opnamen van de blueszangeressen Alberta Hunter, Rosa Henderson, Clara Smith en Ida Cox. Hij speelde ook met Louis Armstrong en nam deel aan zijn sessies voor Decca Records, Verve Records en Paramount Records, bovendien met Coleman Hawkins, Don Redman, Buster Bailey en Joe Smith.
In 1926 verliet Chambers de Henderson-band en behoorde vervolgens tot de orkesten van Ellsworth Reynolds (1926), Billy Fowler (1926/27) en Russell Wooding (1930). Hij werkte ook in theaterorkesten, toerde met revues, ook met Fats Waller, Sidney Bechet en June Cole, voordat hij zich tijdens de jaren 1930 gedeeltelijk terugtrok uit de muziekbusiness.

## Overlijden
Elmer Chamber overleed in 1952 op ca. 55-jarige leeftijd.